# ファイトソング
『ファイトソング』は、岡田惠和のオリジナル作品として2022年1月11日から3月15日までTBS系「火曜ドラマ」枠で放送されたテレビドラマ。

## あらすじ
幼い頃に母を亡くし、児童養護施設「あさひ学園」で育った木皿花枝は空手の一流選手となり、日本代表を目指す。ところが交通事故に遭い、夢を絶たれる。さらに事故後の検査で両耳に聴神経腫瘍が見つかり、手術で取り除かなければ命にかかわるが耳が聞こえなくなる可能性が高いと医者に宣告される。
失意の中で花枝は芦田春樹というミュージシャンと出会う。花枝は亡き母との思い出の曲「スタートライン」を心の支えにしている。春樹は「スタートライン」の作者だった。春樹は「スタートライン」がヒットして以降は鳴かず飛ばずの一発屋で、所属事務所から2か月以内にいい曲が作れなければ契約を打ち切ると言われていた。
春樹は『いい曲を書くには、恋の経験が必要ではないか』とマネージャーに言われる。花枝の手術も2か月後。そこで春樹の曲作りのため、また花枝にとっては耳が聞こえなくなるまでの思い出作りのため、2人は2か月間の「期間限定の恋」を始める。初めはまるで練習のような形だけの恋だったのが、やがて2人は互いを本気で好きになる。しかし、花枝は手術のことを秘密にしていたので、春樹はなぜ花枝が「恋の期限」にこだわるのかわからない。
そして期限の日が来た。春樹は別れたくないと言うが、花枝はきっぱり断って去っていく。春樹は花枝への想いを歌にした新曲を作る。新曲「ファイトソング」がヒットし、春樹はミュージシャンとして再起する。
しかし、花枝は聴神経腫瘍を取り除く手術をしたため、春樹の新曲「ファイトソング」を聴くことはできなかった。別れから2年後、春樹はあるインターネットサイトにて花枝と杉野葉子が出演していたインタビュー動画を観た際に、花枝の耳が聞こえなくなっていたことをそのときに初めて知る。春樹は今も花枝のことが好きだと伝えようとするが、花枝は耳の聞こえない自分は音楽の人である春樹とは一緒にいられないと会うことをかたくなに拒む。しかし春樹は想いを伝える機会を得る。音声変換ソフトの文字を大きな画面に映して想いの丈を花枝に語る。
かたくなだった花枝の心がついに動いた。

## キャスト

### 主要人物
木皿花枝（きさら はなえ）
演 - 清原果耶（幼少期：小松ハンナ）
主人公。児童養護施設「あさひ学園」で育ち、空手の日本代表を目指していたが、交通事故で選手の夢を絶たれ、スポーツ推薦で進学した大学も中退し、無気力な日々を送っている。
交通事故の際の検査で、聴神経腫瘍を患っており、耳が聴こえなくなる可能性があることを医師から告げられている。
芦田春樹（あしだ はるき）
演 - 間宮祥太朗
ミュージシャン。PARKSではボーカルを務めていた。花枝が試合前に必ず聴いていた勝負曲「スタートライン」の作者だが、これ以降ヒット作を生み出せていない。マネージャーの伊達からはあと2ヶ月で結果を出さなければ契約を打ち切ると宣告される。ZOOM「H1N」を使用している。
夏川慎吾（なつかわ しんご）
演 - 菊池風磨（Sexy  Zone）（幼少期：西山蓮都）
花枝の幼馴染。ハウスクリーニング店「サンシャイン・クリーニング」を営む。チャラい見た目だが、明るく優しい。
花枝を一途に想い続けている。

### その他
伊達弓子（だて ゆみこ）
演 - 栗山千明
春樹が所属する事務所「ファーストプライズ☆エンターテインメント」のマネージャー。春樹の才能をいち早く見出した。
立石正嗣（たていし まさつぐ）
演 - 橋本じゅん
花枝の担当医。花枝に聴神経腫瘍の診断を告げる。
迫智也（さこ ともや）
演 - 戸次重幸
花枝たちが育った「あさひ学園」の近くにある理髪店「BARBER SACCO」の店長。花枝たちが幼い頃から知っており、「あさひ学園」にもよく出入りしている。
磯辺直美（いそべ なおみ）
演 - 稲森いずみ
「あさひ学園」の施設長。花枝たちをいつも優しく見守っている。
夢破れた花枝を見かねて、彼女を「サンシャイン・クリーニング」のアルバイトとして働かせる。
烏丸薫（からすま かおる）
演 - 東啓介
春樹と一緒にバンド「PARKS」を組んでいたかつての音楽仲間。
料理が得意でよく春樹や弓子にも作るが、金は徴収する。後に春樹のマネージャーに転身。。
萩原凛（はぎわら りん）
演 - 藤原さくら（幼少期：大島美優）
花枝や慎吾と同じく「あさひ学園」で育った幼馴染。「BARBER SACCO」で働いている。慎吾に想いを寄せるが、慎吾が花枝を好きだということも知っている。
ヒデ
演 - 若林時英
「サンシャイン・クリーニング」の社員。
俊哉と共に芸人を目指している。
俊哉（としや）
演 - 窪塚愛流
「サンシャイン・クリーニング」の社員。
ヒデと共に芸人を目指している。
松田穂香（まつだ ほのか）
演 - 莉子
児童養護施設で暮らす高校生。
花枝の母
演 - さとうほなみ
花枝が幼い頃に亡くなっている。
木皿実
演 - 河相我聞
花枝の父。妻が亡くなってから、蒸発した。
杉野葉子
演 - 石田ひかり（2話 - ）
中途失聴者でグラフィックデザイナー。「サンシャイン・クリーニング」にハウスクリーニングを依頼したことで花枝と出会い、花枝のよき相談相手となる。
豊田
演 - 藤重政孝
春樹が所属する事務所「ファーストプライズ☆エンターテインメント」の社長。

### ゲスト

#### 第1話
高田
演 - 高田延彦（第9話）
高田空手道場・拳心会の師範。花枝を自身の道場に誘う。

#### 第2話
美咲
演 - 宮地美然
児童養護施設「あさひ学園」で暮らす少女。
修二
演 - 山岸健太（第3話、第6話、第7話）
春樹と薫が組んでいたバンド「PARKS」のベース。
浩介
演 - 岡本智礼（第3話、第6話、第7話）
春樹と薫が組んでいたバンド「PARKS」のギター。

#### 第3話
萩原
演 - 佐藤まんごろう
凛の父（故人）。
クリス
演 - 前田旺志郎
春樹と同じ事務所のバンド「東京レイジーサウンド」のメンバー。
タケモトピアノのCMで用いられる「ピアノ売ってちょーだい!」を彷彿させるセリフがある。
レイチェル
演 - ハシヤスメ・アツコ（BiSH）
春樹と同じ事務所のバンド「東京レイジーサウンド」のメンバー。

#### 第4話
光
演 - 芋生悠
花枝と同じ帝央大学の空手部に所属し、ともに切磋琢磨したライバル。

#### 第5話
Hikakin（ヒカキン）?
演 - Hikakin
花枝が葉子と一緒にフレンチトーストを作ったとき、参考にした料理動画に出ていたYouTuber。

#### 第6話
キャバクラ ファイト
店長
演 - 坂井良多（鬼越トマホーク）
キャバ嬢
演 - 鈴木たまよ、安藤咲桜、八鍬有紗

#### 第7話
マンボウやしろ
演 - マンボウやしろ（第8話）
ラジオ番組「マンボウやしろの笑休憩」のDJ。

#### 第8話
ファミレス店員
演 - アキラ100%
ファミレス「Caféレストラン グスト」の店員。花枝と春樹の座るテーブルに注文を取りに来る。

#### 第9話
慎吾の母
演 - 佐藤乃莉
慎吾を捨てて出ていく。
慎吾の親戚
演 - 大山きか
回想シーンに登場。
金田慶子
演 - 羽野敦子
「サンシャイン・クリーニング」の客。
ヒデ&俊哉のファン
演 - 並木彩華、佐藤愛桜

## スタッフ
- 脚本 : 岡田惠和[1]
- プロデューサー : 武田梓、岩崎愛奈
- 演出 : 岡本伸吾、石井康晴、村尾嘉昭
- 音楽 : 大間々昂
- 劇中演奏 : 渡邊達徳（ヴァイオリン）
- 主題歌 : Perfume「Flow」（ユニバーサルミュージック）[21]
- 劇中歌唱曲 : 「スタートライン」（原曲 : Perfume「STAR TRAIN」）[22]
- 空手協力 : 煌心会空手道場
- 空手指導 : 全日本空手道連盟
- アクションクリエイター : OKASHIRA
- ハウスクリーニング監修 : クリーンクルー、服部航輔（ハピネスクリーン）、岩松慎弥
- 医療監修
  - 株式会社ユーエムエス : 北原孝雄、布施友里恵
  - 北里大学病院 : 松木崇、古木省吾
- 編成 : 宮﨑真砂子、中西真央
- 製作 : TBSスパークル、TBS

## 放送日程
| 話数                                                                        | 放送日  | サブタイトル                                            | 演出     | 視聴率 |
| --------------------------------------------------------------------------- | ------- | ------------------------------------------------------- | -------- | ------ |
| 第1話                                                                       | 1月11日 | いざ全力勝負! スポ根女子が挑む初めての恋!               | 岡本伸吾 | 9.2%   |
| 第2話                                                                       | 1月18日 | いきなり失恋!? 三角関係急加速で動き出した恋心と涙の理由 | 岡本伸吾 | 8.1%   |
| 第3話                                                                       | 1月25日 | 恋の猛勉強! キスは初デートでしていいですか? 大混戦の恋  | 石井康晴 | 8.2%   |
| 第4話                                                                       | 2月01日 | 突然のキスで恋が終了!? 君に届け、出会って初めて出来た曲 | 村尾嘉昭 | 7.7%   |
| 第5話                                                                       | 2月08日 | 運命のキャンプで愛を叫ぶ 衝撃決断ラスト… だったら俺が!  | 岡本伸吾 | 7.7%   |
| 第6話                                                                       | 2月15日 | 告白多発!? 遊園地デートと幼馴染の誓い… お前を愛し続ける | 石井康晴 | 6.5%   |
| 第7話                                                                       | 2月22日 | 全て明かす涙の夜と嫉妬の嵐!? キスしていいですか? します | 村尾嘉昭 | 7.8%   |
| 第8話                                                                       | 3月01日 | 恋の完結編! 好きだから別れる男VS好きだから離さない男    | 岡本伸吾 | 8.2%   |
| 第9話                                                                       | 3月08日 | 舞台新たに恋も新展開!? 変わらぬ心と変わってしまった関係 | 村尾嘉昭 | 7.6%   |
| 最終話                                                                      | 3月15日 | 不器用な恋に起きた奇跡 これが私達のスタートライン!      | 岡本伸吾 | 9.4%   |
| 平均視聴率 8.1%（視聴率はビデオリサーチ調べ、関東地区・世帯・リアルタイム） |         |                                                         |          |        |

- 初回は22時 - 23時12分の15分拡大放送。